# Pseudepipona magretti
Pseudepipona magretti är en stekelart som först beskrevs av Giovanni Gribodo.
Pseudepipona magretti ingår i släktet Pseudepipona och familjen Eumenidae. Inga underarter finns listade i Catalogue of Life.